# 압타머사이언스
압타머사이언스(Aptamer Sciences Inc)는 대한민국의 압타머 기반 폐암 조기진단키트 기업이다. 본사는 경기 성남시 분당구 판교로228번길 15, 3동 301호에 위치해 있으며 대표이사는 한동일이다.

## 역사
포항공대에서 spin-off하여 설립되었다.

## 상장
2020년 9월 16일에 주관사를 키움증권로 공모가 25,000원(희망 공모가 밴드 2만원~2만 5,000원)에 코스닥 시장에 상장하였다.

## 투자
2023년 무상증자(1주당 1주), 2024년 8월 유상증자(1주당 0.69주)를 하였다. 
2024년 12월 10일 주간사를 BNK투자증권으로 주주배정후 실권주 일반공모 유상증자(신주예정발행가 1,617원, 200억원)를 할 예정이다

## 참고문헌
1. ↑  압타머사이언스, 임상·마케팅 전문가 이광용 CBO 영입, 히트뉴스, 2023년 11월 7일
2. ↑  박선영, 한국IR협의회 기업리서치센터 기술분석보고서-압타머사이언스, 2023년 6월 15일
3. ↑  압타머사이언스, 이광용 CBO 영입..“사업개발 강화”, 바이오스펙테이터, 2023년 11월 7일
4. ↑  압타머사이언스, 바이오코리아 2023서 압타머 기술 강점 소개, 약업신문, 2023년 5월 10일
5. ↑  김수진, 압타머사이언스, 200억 규모 주주배정 유상증자 증권신고서 효력 발생, 바이오타임즈, 2024.11.08